# Liste der Baudenkmäler in Steinwiesen
Auf dieser Seite sind die Baudenkmäler in dem oberfränkischen Markt Steinwiesen zusammengestellt. Diese Tabelle ist eine Teilliste der Liste der Baudenkmäler in Bayern. Grundlage ist die Bayerische Denkmalliste, die auf Basis des Bayerischen Denkmalschutzgesetzes vom 1. Oktober 1973 erstmals erstellt wurde und seither durch das Bayerische Landesamt für Denkmalpflege geführt wird. Die folgenden Angaben ersetzen nicht die rechtsverbindliche Auskunft der Denkmalschutzbehörde.

Diese Liste gibt den Fortschreibungsstand vom 21. August 2024 wieder und enthält 62 Baudenkmäler.

## Baudenkmäler nach Gemeindeteilen

### Steinwiesen
| Lage | Objekt                                                                       | Beschreibung | Akten-Nr.                        | Bild                                                                         |
| --- | ---------------------------------------------------------------------------- | --- | -------------------------------- | ---------------------------------------------------------------------------- |
| Am Kirchplatz 3 (Standort) | Alte Schule                                                                  | Zweigeschossiger Walmdachbau mit Sandsteineckpilastern, verputzt, 1822 | D-4-76-177-1 Wikidata            | Alte Schule                                                                  |
| Am Kirchplatz 11 (Standort) | Katholische Pfarrkirche Mariä Geburt                                         | Umlaufend mit Streben besetzt, spitzbehelmter Chorseitenturm und Teile des dreischiffigen Langhauses 1475/76 von Friedrich Popp, Umbauten 18. Jahrhundert, eingezogener Chor mit Fünfachtelschluss 1896–1898 von Hofbauer und Ohlmüller, Sakristeianbau; mit Ausstattung | D-4-76-177-2 Wikidata            | weitere Bilder                                                               |
| Am Rollenberg () | Bildstock                                                                    | Sandstein, Säule, 18. Jahrhundert Der Sockel dieses Bildstocks war 1974 vollständig im Boden versunken. Auf ihm ruht ein glatter Säulenschaft, der den Aufsatz mit eingezogenen Rundbogen trägt. An dessen Stirnseite befindet sich ein Relief der Marienkrönung, das an seiner Basis und im Abschluss mit Fries verziert ist. Die beiden Schmalseiten des Aufsatzes sind gefeldert, die Rückseite ist leer.:91 | D-4-76-177-30 Wikidata           |                                                                              |
| Am Rollenberg (Standort) | Flurkreuz                                                                    | Gusseisen auf Sandsteinsockel, 1892 Dieses rund drei Meter hohe Eisenkreuz ist in einen quaderförmigen, glattflächigen Sandsteinsockel mit etwa einem Meter Kantenlänge eingelassen. In die Vorderseite des Sockels sind die Inschrift „O CRUX AVE“ und am Fuß die Jahreszahl „2017“ eingemeißelt, die Rückseite trägt das Stiftungsjahr „1892“. Am Kreuzkopf über dem 90 cm hohen Metallkorpus ist eine Schriftrolle mit der Inschrift „INRI“ angebracht. Das Flurdenkmal endet mit einem rundbogigen, an der Stirnseite verzierten Blechdach.:84–86 | D-4-76-177-31 Wikidata           | Flurkreuz                                                                    |
| Ankerstraße 9 (Standort) | Gasthaus zum Goldenen Anker                                                  | Zweigeschossiger Mansardwalmdachbau mit Pilastergliederung aus Sandstein, verputzt, 1824 | D-4-76-177-5 Wikidata            | weitere Bilder                                                               |
| Ankerstraße 11 (Standort) | Hausfigur                                                                    | Heiligenbild, 18. Jahrhundert | D-4-76-177-6 Wikidata            | weitere Bilder                                                               |
| Bahnhofstraße 2 (Standort) | Hausfigur                                                                    | Hausmadonna, 18. Jahrhundert | D-4-76-177-7 Wikidata            | Hausfigur                                                                    |
| Bahnhofstraße 9 (Standort) | Ehemalige Bahnhofstation der Bahnstrecke Kronach–Nordhalben, Empfangsgebäude | Erdgeschossiges, langgestrecktes Gebäude mit auskragendem, flach geneigtem und schiefergedecktem Satteldach auf Ständern aus Klinkern; um 1900 | D-4-76-177-63 Wikidata           | Ehemalige Bahnhofstation der Bahnstrecke Kronach–Nordhalben, Empfangsgebäude |
| Bahnhofstraße 9 (Standort) | Ehemalige Bahnhofstation der Bahnstrecke Kronach–Nordhalben, Lagerraum       | Verbrettert, schiefergedecktes Satteldach mit zwei Quergiebeln; um 1900 | D-4-76-177-63 zugehörig Wikidata | Ehemalige Bahnhofstation der Bahnstrecke Kronach–Nordhalben, Lagerraum       |
| Dr.-Max-Schwaab-Straße 17 (Standort) | Wohnhaus                                                                     | Zweigeschossiger Sandsteinquaderbau mit Walmdach, erste Hälfte 19. Jahrhundert | D-4-76-177-3 Wikidata            | Wohnhaus                                                                     |
| Flößerstraße 10, im Garten (Standort) | Bildstock                                                                    | Sandstein, ionische Säule und vierseitiger Aufsatz mit Bildnischen, Bogengiebeln, Steinkugel und Eisenkreuz, 1711 Der konkav-konvexe Sockel dieses Bildstocks ist abgegangen; als Basis dient ein mit Erde bedeckter Betonsockel. Am Fuß des glatten Säulenschafts, der in einem ionischen Kapitell mit stark ausgeprägten Voluten endet, befindet sich die Inschrift „T B K 1711“. Der Aufsatz ist an seiner Basis dreifach gestuft und wird durch Rund- und Segmentbogen geschlossen. Als Bekrönung dient eine Steinkugel mit einem schmiedeeisernen Kreuz. Die vier Felder des Aufsatzes sind durch Eckvorlagen voneinander getrennt. Die Reliefs zeigen gegen Osten eine Pietà, gegen Norden die Mater Dolorosa, gegen Westen die heilige Margaretha und gegen Süden ein Kruzifix und darunter die heilige Magdalena. Die Errichtung dieses Flurdenkmals soll mit einem Unglück zusammenhängen, das sich in einem etwa 10 m entfernten, mittlerweile verschütteten Stollen ereignet haben soll.:91–92                                                              | D-4-76-177-9 Wikidata            | weitere Bilder                                                               |
| Frankenwaldstraße 2 (Standort) | Wohnhaus                                                                     | Zweigeschossiger Walmdachbau, Erdgeschoss mit gefugten Sandsteinpilastern, Obergeschoss verschiefert, 1823 | D-4-76-177-10 Wikidata           | Wohnhaus                                                                     |
| Georg-Rascher-Straße 1 (Standort) | Forsthaus                                                                    | Zweigeschossiger Walmdachbau, Sandsteinerdgeschoss von 1774/75 | D-4-76-177-14 Wikidata           | Forsthaus                                                                    |
| Nähe Industriestraße (Standort) | Bildstock                                                                    | Sandstein, verkröpfter Pfeiler und vierseitiger Aufsatz mit Bildfeldern und geschweifter Giebelbedachung, 1794 Der gebauchte Sockel dieses Flurdenkmals trägt an der Ostseite die Inschrift „… Hümerin und Catharina Hümerin (Hauszeichen) 1794“. Der Pfeilerschaft ist an drei Seiten gefeldert und verziert; er lädt nach etwa zwei Dritteln über die Seiten aus, um sich nach einer Verstärkung wieder verjüngt bis zum Aufsatz fortzusetzen. Die Ostseite dieser Verstärkung zeigt zwei Puttenköpfe. Der Aufsatz zeigt unter einem geschwungenen Abschlussgesims Reliefs mit Darstellungen des heiligen Sebastian an der Ostseite, der Krönung Mariens an der Südseite, des heiligen Josefs an der Westseite und ein Christusmonogramm an der Nordseite. Unter dem Monogramm befindet sich die Inschrift „I G (Zeichen) L“. Die vier Felder des Aufsatzes werden durch Eckvorlagen in Form von Voluten voneinander getrennt.:90–91 | D-4-76-177-15 Wikidata           | Bildstock                                                                    |
| Nähe Industriestraße (Standort) | Wegkapelle                                                                   | Holzbau mit Zeltdach, 19. Jahrhundert Bei diesem Holzbau mit Zeltdach und einer Grundfläche von etwa einem Quadratmeter handelt es sich um die kleinste Kapelle im Frankenwald. Der Innenraum wird durch ein halbhohes Eisengitter unterteilt. Zur Ausstattung gehören ein Altar und ein darüber hängendes Kruzifix mit Korpus, das von Heiligenbildern und Blumenschmuck gerahmt wird. Am Kreuzfuß befindet sich eine Schrifttafel mit folgendem Inhalt: „O, ihr alle die ihr hier vorüber gehet, / sehet, und habet acht, ob ein Schmerz sei / gleich meinem Schmerz“.:158–159 | D-4-76-177-16 Wikidata           | Wegkapelle                                                                   |
| Bei Kronacher Straße 40 (Standort) | Wegkapelle                                                                   | Satteldachbau mit Sandsteineckquadern, neugotisch, um 1890 Dieser neugotische Kapellenbau mit schiefergedecktem Satteldach, das von einem lateinischen Steinkreuz überragt wird, wurde im Jahr 1861 errichtet. Die beiden Fenster und das spitzbogige Eingangsportal werden von profilierten Sandsteingewänden verziert, über dem Portal befindet sich ein Vierpass. Der mit großen Steinplatten ausgelegte Innenraum schließt ebenfalls spitzbogig. Er beherbergt einen breiten Holzaltar mit einer Kreuzigungsgruppe. Diese gefasste Figurengruppe stammt aus Burgkunstadt, worauf eine Inschrift an der Rückseite der Marienfigur hinweist: „Verferdicht 1862 / zu Burgkunstadt bei Vergolder und Bildhauer / Göbhard gehülf / Auf Kosten des Herrn Fz. Popp / Konrad Stöcker dahier“. An den Seiten befinden sich je vier enge Sitzbänke und zwei Kniestühle, von denen einer mit barockisierenden Wangen verziert ist. Daneben zählen ein schlichter Bilderkreuzweg, vier Heiligenbilder und vier handwerkliche Holzleuchter zur Ausstattung der Kapelle.:150–151 | D-4-76-177-17 Wikidata           | Wegkapelle                                                                   |
| Bei Kronacher Straße 42a (Standort) | Kreuzschlepper                                                               | Sandstein, 18. Jahrhundert Diese Kreuzschlepper-Plastik wurde im Jahr 1912 von der Gemeinde Steinwiesen errichtet. Der von einem Blechdach geschützte kreuztragende Christus ruht auf seinen Knien und stützt sich mit der rechten Hand auf einem Baumstumpf ab, die linke Hand umfasst das Kreuzholz. Der rechteckige, abgesetzte Sandsteinsockel trägt an der Stirnseite die Inschrift „Wer mein Jünger sein will, der nehme sein Kreuz auf sich u. folge mir nach.“:84 | D-4-76-177-18 Wikidata           | weitere Bilder                                                               |
| Nordhalbener Straße 4 (Standort) | Wohnhaus                                                                     | Zweigeschossiger Mansardwalmdachbau, spätes 18. Jahrhundert, Erdgeschoss verändert | D-4-76-177-19 Wikidata           | Wohnhaus                                                                     |
| Nordhalbener Straße 13 (Standort) | Gasthof Grüner Baum                                                          | Mansardwalmdachbau mit Erdgeschoss aus Sandsteinquadern und Fachwerkobergeschoss, um 1770/80 | D-4-76-177-20 Wikidata           | weitere Bilder                                                               |
| Nordhalbener Straße 43 (Standort) | Ehemaliges Gasthaus                                                          | Zweigeschossiger Satteldachbau, Erdgeschoss mit Sandsteineckquadern, Obergeschoss verschiefert, 1843 | D-4-76-177-22 Wikidata           | weitere Bilder                                                               |
| Nordhalbener Straße 56 (Standort) | Wohnhaus                                                                     | Zweigeschossiger Walmdachbau mit Sandsteingliederung, verputzt, 1840, Erdgeschoss durch Ladeneinbau verändert | D-4-76-177-23 Wikidata           | weitere Bilder                                                               |
| Nordhalbener Straße 66 (Standort) | Wohnhaus                                                                     | Zweigeschossiger Walmdachbau, Erdgeschoss mit Sandsteineckquadern, Obergeschoss mit dekorativ bemalter Verschieferung, 1843 | D-4-76-177-24 Wikidata           | weitere Bilder                                                               |
| Bei Nordhalbener Straße 66a (Standort) | Wegkapelle                                                                   | Verschieferter Satteldachbau, spätes 19. Jahrhundert Diese verschieferte Holzkapelle mit Satteldach wurde 1911 vom Steinwiesener Johann Baierwaltes erbaut. Der gesamte Innenraum wurde durch den Bamberger Dekorationsmaler Andreas Stürmer vom Boden bis zur Decke mit Ornamenten und Zeichnungen verziert. Zur Ausstattung gehört ein schlichter Holzaltar, auf dem drei gefasste Statuen stehen: In der Mitte die größte Statue, die den heiligen Johannes Nepomuk zeigt; sie wird von Figuren der Muttergottes und des segnenden Jesuskinds flankiert. Über dem heiligen Nepomuk befindet sich ein Kruzifix, das von der Decke herab vom Auge Gottes bewacht wird.:154–155 | D-4-76-177-25 Wikidata           | Wegkapelle                                                                   |
| Nordhalbener Straße (Standort) | Sägemühle, sogenannte Mittlere Mühle                                         | Erdgeschossiger, verbretterter Satteldachbau, um 1930 über älterer Anlage; mit Ausstattung | D-4-76-177-61 Wikidata           | Sägemühle, sogenannte Mittlere Mühle                                         |
| Saunkel 1 (Standort) | Holzrelief                                                                   | Marienkrönung, 18. Jahrhundert | D-4-76-177-26 Wikidata           | BW                                                                           |
| An der Straße nach Nordhalben, Abzweigung Nurn (Standort) | Wegkapelle                                                                   | Satteldach, 19. Jahrhundert Dieser verputzte Kapellenbau wurde im Jahr 1912 errichtet. Über dem rundbogigen Eingang an der Stirnseite befindet sich unter dem vorgezogenen Satteldach eine runde Lichtöffnung, an den Seiten sind rundbogige Fenster eingelassen. Die Ausstattung umfasst einen neugotischen Altar mit einem Bild der Vierzehn Nothelfer, mehrere Heiligenbilder, eine Pietà und eine Darstellung Jesu als gutem Hirten. Vor dem Altar befindet sich eine Kniebank.:156–157 | D-4-76-177-27 Wikidata           | Wegkapelle                                                                   |
| An der Straße nach Kronach, Leitschenstein (Standort) | Bildstock                                                                    | Sandstein, Rundpfeiler und Aufsatz mit Bildfeld und Giebelbedachung, 1817 Dieses Flurdenkmal steht am Auslauf eines steilen Fuhrweges nach Tempenberg. Es soll für einen Bauern errichtet worden sein, der verunglückte, als bei der Bergabfahrt die Bremsen seines Gespanns versagten. Das schlicht gestaltete Denkmal besteht aus einer glatten Säule und einem Aufsatz mit flachem Giebelabschluss und einer Bildnische an der Stirnseite.:92 In der Bildnische ist eine Tafel mit einem Marienbildnis angebracht. | D-4-76-177-29 Wikidata           | Bildstock                                                                    |
| Am Gries 28; Am Gries 46; An der Rodach 10a; An der Rodach 15; An der Rodach 16; Flößerstraße 7a; Flößerstraße 15; Gerbergasse 5; Löfflersmühle 1; Nordhalbener Straße 53; Nordhalbener Straße 79; Nähe An der Rodach; Nähe Kronacher Straße; Nähe Nordhalbener Straße; Rodach; Steinernes Kreuz; An der Rodach 14; An der Rodach 18; Gerbergasse 4; Kronacher Straße 29; Nähe Flößerstraße; Paul-Rauschert-Straße 6; Saunkel; Saunkel 13; Silberbergstraße 1; Wassergasse 2; Nurner Berg; Schwarzmühle 1; Teichmühle 1; Mittlere Mühle; Obere Mühle; Kochsmühle 1 () | Floßbach                                                                     | Flusskorrektionen mit Böschungs- und Dammkronenpflasterungen vom Ende des 19. Jahrhunderts; Lasse; Mühlbachkette aus ehemals fünf, heute vier Mühlen (drei bereits unter Denkmalschutz) mit gemeinsamem Mühlgraben sowie separaten Wehren/Wehrrelikten | D-4-76-177-64 Wikidata           |                                                                              |

### Berglesdorf
| Lage                                    | Objekt       | Beschreibung | Akten-Nr.              | Bild         |
| --------------------------------------- | ------------ | --- | ---------------------- | ------------ |
| An der Straße nach Kübelberg (Standort) | Kreuzkapelle | Quadratischer Bau mit Zeltdach, massiv und verputzt, wohl 18. Jahrhundert; mit Ausstattung Der verputzte quadratische Kapellenbau mit Zeltdach stammt wohl aus dem 18. Jahrhundert und wurde aus Sandsteinquadern gemauert. An der Nord- und der Südseite befinden sich vierpassförmige Fenster, der Innenraum ist mit Sandsteinplatten ausgelegt und wird durch ein Eisengitter in zwei Hälften geteilt. Im Altarraum befinden sich eine wahrscheinlich Ende des 17. Jahrhunderts entstandene Kreuzigungsgruppe mit annähernd lebensgroßen Figuren, ein rund 100 Jahre jüngerer Holzaltar mit Rocaillebemalung und ein Opferstock.:14–15 | D-4-76-177-32 Wikidata | Kreuzkapelle |

### Birnbaum
| Lage                                                                                   | Objekt                               | Beschreibung | Akten-Nr.                        | Bild                                 |
| -------------------------------------------------------------------------------------- | ------------------------------------ | --- | -------------------------------- | ------------------------------------ |
| Birnbaum 47 (Standort)                                                                 | Katholische Pfarrkirche St. Stephan  | Saalkirche, Langhaus und eingezogener Polygonchor mit Streben besetzt, dreigeschossiger Chorseitenturm mit Spitzhelm, um 1500, Umbauten und Erneuerungen des 17. und 19. Jahrhunderts; mit Ausstattung | D-4-76-177-34 Wikidata           | weitere Bilder                       |
| Birnbaum 87 (Standort)                                                                 | Wohnstallhaus                        | Erdgeschossiger Blockbau mit Satteldach, verschiefert, 1758 | D-4-76-177-33 Wikidata           | Wohnstallhaus                        |
| Birnbaum 87 (Standort)                                                                 | Scheune                              | Stadel mit Satteldach, 1648 | D-4-76-177-33 zugehörig Wikidata | Scheune                              |
| Birnbaum 102, Ortsausgang nach Neufang (Standort)                                      | Wegkreuz                             | Gusseisen auf Sandsteinsockel, 19. Jahrhundert Das etwa zwei Meter hohe Gusseisenkreuz steht auf einem schlichten Sandsteinsockel. Es ist bis zu den breit angelegten Enden mit reliefiertem Rankenwerk verziert, die Vierung dient gleichzeitig als Tafel für die Inschrift „INRI“. Unter dem 60 cm hohen Korpus ist eine ovale, von Blumengirlanden eingefasste Schrifttafel ohne Inhalt angebracht. Links und rechts des Kreuzfußes stehen je 56 cm hohe Figuren von Maria und Johannes, die durch Rankenwerk miteinander verbunden sind.:6 | D-4-76-177-35 Wikidata           | Wegkreuz                             |
| Hofmaas; östlich des Ortes, an der Straßengabelung Steinwiesen/Hubertushöhe (Standort) | Wegkapelle                           | Verschieferter Holzbau mit Satteldach, 19./20. Jahrhundert Am Standort dieser Kapelle befand sich ursprünglich ein frei stehendes Fünfwundenkreuz. Um das Flurmal vor Witterungseinflüssen zu schützen, wurde 1880 der Kapellenbau errichtet. Zu dessen Ausstattung gehören neben dem Fünfwundenkreuz, das die gesamte Rückwand des Gebäudes einnimmt, ein schlichter Holzaltar und eine gefasste Pietà aus der Zeit um 1800.:22–23 | D-4-76-177-36 Wikidata           | Wegkapelle                           |
| Hofmaas; an der Straße nach Hubertushöhe beim Wasserturm (Standort)                    | Wegkapelle                           | Verschieferter Holzbau mit Satteldach, um 1920; neugotischer Altar Die Wegkapelle wurde von einem Bauern aus Birnbaum aus Dankbarkeit dafür errichtet, dass er nicht am Ersten Weltkrieg teilnehmen musste. Eine halbrund schließende Tafel über der Eingangstür trägt die Inschrift „Zum Gedächtnis / für die im Weltkrieg 1914–18 / Gefallenen / Gestiftet von Andreas Engelhardt.“ Der neugotische Altar im Inneren ist ein Werk des Kronacher Altarbauers Deuerling. In der Nische des Altaraufbaus befindet sich eine Muttergottes-Statue mit dem segnenden Jesuskind, die von kleinen Engels- und Heiligenfiguren aus Porzellan umgeben ist. Eine Gedenktafel erinnert an die im Zweiten Weltkrieg gefallenen Soldaten aus Birnbaum.:24–25 | D-4-76-177-60 Wikidata           | Wegkapelle                           |
| Hofmaas; an der Straße nach Hubertushöhe, 300 m vor dem Ort (Standort)                 | Bildstock                            | Sandstein, gebauchter Pfeiler und vierseitiger Aufsatz mit Bildfeldern und Bogengiebeln, 1746 Am konkav-konvex geformten Sockel dieses Bildstocks ist die Jahreszahl „1746“ einmeißelt, darunter befinden sich die Reste der verwitterten Inschrift „HANS E… S…“. Der schlichte Pfeilerschaft trägt in einem Feld an der Ostseite die Inschrift „Renoviert von Andreas Engelhard 1911“. Der vierseitige Aufsatz zeigt unter eingezogenen Rundbogen Reliefs mit Darstellungen der Trinität, des Heiligen Stephanus, des Erzengels Michael und der Heiligen Drei Könige.:6–7 | D-4-76-177-37 Wikidata           | Bildstock                            |
| Kreisstraße KC 21, an der Straße nach Neufang (Standort)                               | Wegkapelle, sogenannte Markuskapelle | Sandsteinquaderbau, Satteldach und Dachreiter verschiefert, bezeichnet „1843“ Der nach Westen gerichtete Sandsteinquaderbau mit dreiseitigem Abschluss wurde 1843 anstelle eines hölzernen Vorgängerbaus errichtet. Die Türeinfassung ist mit reliefierten Blütengirlanden geschmückt, der Scheitelstein trägt das Christusmonogramm und die Jahreszahl „1843“. Der Ostgiebel, das Dach und der sechseckige Dachreiter sind mit Schiefer verkleidet, an Nord- und Südseite befinden sich stichbogige Fenster. Der flachgedeckte Innenraum ist mit Steinplatten ausgelegt und wird von einem halbhohen Eisengitter in zwei ungleiche Hälften geteilt. Zur Ausstattung des kleineren, etwas höher liegenden Altarraumes gehören ein marmorierter Holzaltar, der zur Bauzeit der Kapelle entstanden sein dürfte, und zwei Figuren, die wohl im 18. Jahrhundert entstanden sind. Die auf Konsolen an den Seitenwänden stehenden Figuren zeigen die Bamberger Bistumsheiligen Heinrich II. und Kunigunde.:18–19 | D-4-76-177-38 Wikidata           | Wegkapelle, sogenannte Markuskapelle |
| Hofmaas; ca. 500 m vor dem Ort, unweit der Markuskapelle (Standort)                    | Bildstock                            | Sandstein, Pfeiler und vierseitiger Aufsatz mit Bildnischen, Bogengiebeln, Steinkugel und Eisenkreuz, 1820 Der Pfeilerschaft dieses Bildstocks, der an der Basis mit der beschädigten Inschrift „M D C C C X X“ (= 1820) bezeichnet ist, ruht auf einem geschwungen profilierten Sockel. Der Aufsatz, der von eingezogenen Rundbogen geschlossen wird und als Bekrönung eine Steinkugel und ein Eisenkreuz trägt, zeigt an der Ost- und an der Westseite Reliefs des heiligen Nikolaus und der Heiligen Drei Könige. Die beiden anderen Seiten weisen Bildnischen auf, in die Blechtafeln mit modernerer Bemalung eingelassen sind. Stifter des Flurdenkmals soll ein Bauer aus Birnbaum gewesen sein, dem mehrere Steinwiesener wiederholt Holz aus seinen Wäldern stahlen. Er ertappte die Diebe auf frischer Tat und drohte damit, sie vor Gericht zu bringen. Wütend wollten die Steinwiesener den Bauern deshalb nach einem Wirtshausbesuch verprügeln. Auf der Flucht gelobte der Mann die Errichtung eines Bildstocks, wenn er seinen Verfolgern entkommen sollte.:5–6 | D-4-76-177-39 Wikidata           | Bildstock                            |
| Kreisstraße KC 21, Flur Kleinneuenreuth, 1 km vor dem Ort (Standort)                   | Bildstock                            | Sandstein, Säule und vierseitiger Aufsatz mit Bildfeldern und Kugelabschluss, 1603 Bei diesem Flurdenkmal handelt es sich um den ältesten datierten und mit einer Höhe von 360 cm gleichzeitig um einen der größten Bildstöcke im Landkreis Kronach. Auf dem an allen vier Seiten diamantierten Sockel erhebt sich ein überlanger schlanker Säulenschaft, der den schmal gehaltenen, von Rundbogen geschlossenen und mit einer Steinkugel bekrönten Aufsatz trägt. Das Feld an der Westseite des Aufsatzes ist mit den Initialen „A I C R“ und der Jahreszahl „1603“ bezeichnet und zeigt als Relief den unter dem Kreuz gestürzten Christus. An der Ostseite ist eine Kreuzigungsgruppe dargestellt, an den beiden Schmalseiten sind der heilige Laurentius und vermutlich der heilige Stephanus zu sehen.:5 | D-4-76-177-40 Wikidata           | Bildstock                            |
| 1,5 km vor dem Ort (Standort)                                                          | Bildstock                            | Sandstein, Pfeiler und zweiseitiger Aufsatz mit geschwungenem Abschluss, 1680 Der Sockel dieses Bildstocks ist von Voluten flankiert; er trägt einen pfeilerförmigen Schaft, dessen Abschluss ein toskanisches Kapitell bildet. Auf dem Kapitell, in dessen Stirnseite die Jahreszahl „1680“ eingemeißelt ist, ruht der Aufsatz mit seiner Bekrönung durch eine Steinkugel und ein Kreuz. An Vorder- und Rückseite des Aufsatzes befinden sich unter dem leicht geschwungenen Abschluss rundbogige Bildnischen. In die Nische an der Stirnseite ist eine Marmortafel mit einer Abbildung des heiligen Laurentius eingelassen. Im Bogen der Tafel befindet sich die Inschrift „Hl. Laurenz, bitte für uns!“, am unteren Rand der Schriftzug „Renov. v. Balth. Löffler Grumpel“. Anlass der Renovierung war die Mobilmachung für den Ersten Weltkrieg: Balthasar Löffler gelobte die Erneuerung des vom Zerfall bedrohten Bildstocks, sollte er wohlbehalten aus dem Krieg zurückkehren. Er überlebte den Weltkrieg verwundet, starb aber wenige Jahre später, bevor er sein Versprechen einlösen konnte. Die Renovierung wurde Ende der 1920er Jahre von der Witwe und dem Schwager des Verstorbenen in Auftrag gegeben.:4–5 | D-4-76-177-41 Wikidata           | Bildstock                            |
| An der Straße nach Eibenberg, 1,5 km vor dem Ort (Standort)                            | Wegkreuz                             | Gusseisen auf Sandsteinsockel, 19. Jahrhundert | D-4-76-177-42 Wikidata           | Wegkreuz                             |
| Von Birnbaum nach Steinwiesen (Standort)                                               | Trichtersperre                       | Vorbereiteter Straßensprengschacht für den Verteidigungsfall, drei in regelmäßigem Abstand angeordnete, fünf Meter tiefe Sprengschächte je mit Eisenkreuzdeckel und Zündschlosskasten, 1968 | D-4-76-177-68                    | BW                                   |

### Eisenhammer
| Lage                                                     | Objekt                           | Beschreibung | Akten-Nr.              | Bild                             |
| -------------------------------------------------------- | -------------------------------- | --- | ---------------------- | -------------------------------- |
| Eisenhammer 1 (Standort)                                 | Wohnhaus, ehemaliger Eisenhammer | Zweigeschossiger Walmdachbau mit Eckpilastern, verputzt, erste Hälfte 19. Jahrhundert                                   | D-4-76-177-43 Wikidata | Wohnhaus, ehemaliger Eisenhammer |
| An der Straße nach Kronach, 500 m vor dem Ort (Standort) | Bildstock                        | Sandstein, leicht verjüngter Pfeiler und Aufsatz mit eingerollter Giebelbedachung und Giebelakroterion, 19. Jahrhundert | D-4-76-177-28 Wikidata | Bildstock                        |

### Kochsmühle
| Lage                                             | Objekt    | Beschreibung                                                                                  | Akten-Nr.              | Bild           |
| ------------------------------------------------ | --------- | --------------------------------------------------------------------------------------------- | ---------------------- | -------------- |
| Zwischen Klingersmühle und Kochsmühle (Standort) | Bildstock | Sandstein, gebauchter Pfeiler und flacher Aufsatz mit seitlichen Voluten, 17./18. Jahrhundert | D-4-76-177-44 Wikidata | weitere Bilder |

### Kübelberg
| Lage                                  | Objekt     | Beschreibung                                           | Akten-Nr.              | Bild       |
| ------------------------------------- | ---------- | ------------------------------------------------------ | ---------------------- | ---------- |
| An der Straße nach Neufang (Standort) | Wegkapelle | Verschieferter Holzbau mit Satteldach, 19. Jahrhundert | D-4-76-177-45 Wikidata | Wegkapelle |

### Neufang
| Lage                                  | Objekt                                 | Beschreibung | Akten-Nr.              | Bild                              |
| ------------------------------------- | -------------------------------------- | --- | ---------------------- | --------------------------------- |
| Neufang 18 (Standort)                 | Ehemaliges Gasthaus                    | Walmdachbau, Erdgeschoss Sandsteinquader, Obergeschoss verschiefert, 1782 | D-4-76-177-46 Wikidata | Ehemaliges Gasthaus               |
| Neufang 23 (Standort)                 | Hausfigur                              | Immaculata, zweite Hälfte 18. Jahrhundert | D-4-76-177-47 Wikidata | Hausfigur                         |
| Neufang 56a (Standort)                | Katholische Pfarrkirche St. Laurentius | Saalbau mit Satteldach, gezahnte Eckquader, viergeschossiger Chorseitenturm mit Spitzhelm, Sakristeianbau, 1626–30 von Giovanni Bonalino; mit Ausstattung | D-4-76-177-49 Wikidata | weitere Bilder                    |
| Neufang 57 (Standort)                 | Alte Schule                            | Zweigeschossiger Halbwalmdachbau mit Querflügel, Erdgeschoss aus Sandsteinquadern, verzahnte Eckquaderung, Obergeschoss verschiefert, um 1840 | D-4-76-177-48 Wikidata | Alte Schule                       |
| Bei Neufang 313 (Standort)            | Bildstock, sogenannte Süßenmarter      | Sandstein, gewundene, ionische Säule und vierseitiger Aufsatz mit Bildnischen, Bogengiebeln, Steinkugel und Doppelkreuz aus Eisen, 18. Jahrhundert Die sogenannte Süßenmarter ruht auf einem konkav-konvexen Sockel, auf dem sich ein gewundener, mit Trauben und Weinranken verzierter Säulenschaft erhebt. Der Schaft endet in einem ionischen Kapitell mit ausgeprägten Voluten. Der Aufsatz des Bildstocks schließt mit eingezogenen Rundbogen und trägt als Bekrönung eine Steinkugel und darauf ein verziertes Doppelbalkenkreuz aus Eisen. Die Reliefs an den vier Seiten zeigen die Krönung Mariens, den heiligen Laurentius, die Glosberger Muttergottes und den heiligen Petrus. Das Flurdenkmal soll der Überlieferung nach an eine Bäckersfrau aus Wilhelmsthal erinnern, die auf dem Rücken einen Korb mit Brotwaren nach Neufang tragen wollte. Als sie unterwegs Rast machte, stützte sie den Korb auf einer Holzstange ab, die als Umzäunung diente. Die Stange gab unter der schweren Last nach, die Frau wurde nach hinten gerissen und von einem der Trageriemen ihres Korbes stranguliert.:68–69 | D-4-76-177-50 Wikidata | Bildstock, sogenannte Süßenmarter |
| Kreuz; an der Straße nach Birnbaum () | Wegkreuz                               | Gusseisen, 19. Jahrhundert | D-4-76-177-51 Wikidata |                                   |

### Nurn
| Lage                                | Objekt         | Beschreibung | Akten-Nr.              | Bild           |
| ----------------------------------- | -------------- | --- | ---------------------- | -------------- |
| Nurn 204 (Standort)                 | Forsthaus      | Zweigeschossiger Walmdachbau, Erdgeschoss aus Sandsteinquadern, Obergeschoss verschiefert, 1772 | D-4-76-177-52 Wikidata | Forsthaus      |
| 200 m südlich an Feldweg (Standort) | Bildstock      | Sandstein, verjüngter Pfeiler und vierseitiger Aufsatz mit Bildnischen, Bogengiebeln und Steinkugel, 1778 Dieses Flurdenkmal erinnert an den Nurner Michael Zipfel, der laut Sterbebüchern der Pfarrei Steinwiesen am 24. Oktober 1777 im Alter von 33 Jahren beim Laub schneiden von einem Baum gestürzt und gestorben war. Der konkav-konvex profilierte Sockel trug an der Stirnseite eine mittlerweile verwitterte Inschrift: „Hier bin gestorben ich, beth ein Vater unser für mich“. Der Pfeilerschaft ist unterteilt und an drei Seiten mit Rankendekor verziert; die Stirnseite zeigt die Inschrift „Jesus Maria: U. Joseph steh mir bey an meinen letzten End, weill ich nicht hab können empfangen das Heilig Sacra (ment) Michel Zieppfel 1778“. Der Aufsatz ist von eingezogenen Rundbogen geschlossen und trägt als Bekrönung eine Steinkugel, die Basis und die Rundbogen sind mit Fries verziert. Die Reliefs an den vier Seiten zeigen die Krönung Mariens, die Heilige Familie, die Vierzehn Nothelfer mit dem Jesuskind und den Erzengel Michael als Seelenwäger.:77 | D-4-76-177-53 Wikidata | Bildstock      |
| Kreisstraße KC 16 (Standort)        | Trichtersperre | Vorbereiteter Straßensprengschacht für den Verteidigungsfall, drei im Abstand von 20 Metern angeordnete, sechs Meter tiefe Sprengschächte je mit Eisenkreuzdeckel und Zündschlosskasten, 1968 | D-4-76-177-66          | Trichtersperre |
| Mühlbergleite (Standort)            | Trichtersperre | Vorbereiteter Straßensprengschacht für den Verteidigungsfall, zwei sechs Meter tiefe Sprengschächte je mit Eisenkreuzdeckel und Zündschlosskasten, 1971 | D-4-76-177-69          | BW             |

### Rieblich
| Lage | Objekt    | Beschreibung | Akten-Nr.              | Bild      |
| --- | --------- | --- | ---------------------- | --------- |
| Rieblich 1 (Standort) | Forsthaus | Zweigeschossiger Sandsteinquaderbau mit Walmdach, Mitte 19. Jahrhundert | D-4-76-177-54 Wikidata | Forsthaus |
| Langenau; Rodach; Augrund; Kaugelbach; Langenauerbach; Distrikt Oberer Wald; Rauhberg; Distrikt Unterer Wald; Hahnenkamm; Pertschentalgraben; Rainersgrund; Von Wolfersgrün zur Langenauer Straße; Nähe Langenau () | Floßbach  | Typischer Floßbach (Ausbau der Ufer in Stein: Böschungspflasterungen, Bruchsteinmauern und Reste einer Schrotverbauung; mit verschiedenen typischen Querverbauungen aus den 1920/30er Jahren und kleineren Steinbrüchen an der Straße aus dieser Zeit; Fassung des Mündungsbereiches der Langenau in die Rodach mit Bruchsteinmauern) mit Floßteich mit steinerner Schleuse von 1835 und unterhalb davon gelegenem Verstärkungs-Floßteich | D-4-76-159-26 Wikidata |           |

### Schwarzmühle
| Lage                                                            | Objekt         | Beschreibung | Akten-Nr.              | Bild           |
| --------------------------------------------------------------- | -------------- | --- | ---------------------- | -------------- |
| Schwarzmühle 1 (Standort)                                       | Mühle          | Wohnhaus und Mühlenbau, Holzbau mit Satteldach über Backsteinfundament, frühes 19. Jahrhundert, über älterem Kern; mit Ausstattung                                                        | D-4-76-177-55 Wikidata | weitere Bilder |
| Kreisstraße KC 34 von Steinwiesen nach Schlegelshaid (Standort) | Trichtersperre | Vorbereiteter Straßensprengschacht für den Verteidigungsfall, drei in regelmäßigem Abstand versetzte, fünf Meter tiefe Sprengschächte je mit Eisenkreuzdeckel und Zündschlosskasten, 1970 | D-4-76-177-67          | BW             |

### Stoffelsmühle
| Lage | Objekt   | Beschreibung | Akten-Nr.              | Bild |
| --- | -------- | --- | ---------------------- | ---- |
| Rodach; Ölsnitz; Distrikt Oberer Wald; Markgraben; Steinbach; Bahnlinie Kronach-Nordhalben; Stoffelsmühle; Augrund; Stoffelsmühle 10; Neumühle 1; In Stoffelsmühle; Stoffelsmühle 10 b; Streitmühle; Haltestelle Dürrenwaid; Mauthaus 3; Neumühle 2; Nähe Bahnhof; Kammerholz; Nähe Bahnlinie; Oelsnitzgrund; Heinersgrund () | Floßbach | Typische Floßbachabschnitte mit Uferbefestigungen der Flusskorrektionen von 1900 und Schützenwehranlagen der Stoffelsmühle an Rodach und Ölsnitz aus den 1920er Jahren | D-4-76-159-25 Wikidata |      |

### Teichmühle
| Lage                    | Objekt                           | Beschreibung                                                      | Akten-Nr.                        | Bild           |
| ----------------------- | -------------------------------- | ----------------------------------------------------------------- | -------------------------------- | -------------- |
| Teichmühle 1 (Standort) | Sägemühle, sogenannte Teichmühle | Wohnhaus erdgeschossiger Satteldachbau, verputzt; mit Ausstattung | D-4-76-177-56 Wikidata           | weitere Bilder |
| Teichmühle 1 (Standort) | Sägemühle, Nebengebäude          | Holzbau mit Satteldach; 19./20. Jahrhundert; mit Ausstattung      | D-4-76-177-56 zugehörig Wikidata | weitere Bilder |

### Tempenberg
| Lage                                       | Objekt     | Beschreibung | Akten-Nr.              | Bild       |
| ------------------------------------------ | ---------- | --- | ---------------------- | ---------- |
| In Tempenberg (Standort)                   | Wegkapelle | Giebeldach mit Ortgang; mit Ausstattung Der Putzbau mit ziegelgedecktem Satteldach wurde für einen im Laufe der Zeit durch Witterungseinflüsse in Mitleidenschaft gezogenen Vorgängerbau aus Holz errichtet. Die Seitenwände an der Stirnseite sind nach vorne gezogen, um den Innenraum der Kapelle vor Wind und Wetter zu schützen. Die Ausstattung umfasst einen bemalten Holzaltar und drei handwerklich gearbeitete und gefasste Figuren, die im 17. oder 18. Jahrhundert entstanden sein dürften: Eine Plastik der stehenden Muttergottes und kleinere, flankierende Darstellungen von Johannes dem Täufer und der heiligen Barbara.:164–165 | D-4-76-177-57 Wikidata | Wegkapelle |
| In Tempenberg, nahe der Kapelle (Standort) | Bildstock  | Sandstein, Pfeiler und vierseitiger Aufsatz mit Bogenabschluss, 1707 Dieser Bildstock stand ursprünglich direkt an der Wegkapelle, bevor er an seinen heutigen, etwa 100 m entfernten Standort versetzt wurde. Der quadratische Sockel, der mit reliefierten Rechtecken dekoriert ist, trägt einen ebenfalls verzierten Pfeilerschaft, bei dem es sich jedoch um eine Neuanfertigung handelt, da das Original abgegangen ist. Auf dem Schaft ruht der mit einem eingezogenen Rundbogen schließende Aufsatz. Das Relief an der Stirnseite zeigt in einer Muschellünette die Mondsichelmadonna mit dem Jesuskind auf dem Arm. An den beiden Schmalseiten befinden sich Darstellungen des heiligen Laurentius und des Schmerzensmannes, die Rückseite ist mit der Jahreszahl „1707“ datiert.:93–94 | D-4-76-177-58 Wikidata | Bildstock  |

## Ehemalige Baudenkmäler
In diesem Abschnitt sind Objekte aufgeführt, die früher einmal in der Denkmalliste eingetragen waren, jetzt aber nicht mehr. Objekte, die in anderem Zusammenhang – also z. B. als Teil eines Baudenkmals – weiter eingetragen sind, sollen hier nicht aufgeführt werden. Aktennummern in diesem Abschnitt sind ehemalige, jetzt nicht mehr gültige Aktennummern.
| Lage                                        | Objekt       | Beschreibung                                      | Akten-Nr.             | Bild      |
| ------------------------------------------- | ------------ | ------------------------------------------------- | --------------------- | --------- |
| Neufang Neufang 56 (Standort)               | Pfarrhaus    | Walmdachbau, 1837                                 |                       | Pfarrhaus |
| Steinwiesen An der Rodach 11 ()             | Wohnstallbau | Wohl noch 17. Jahrhundert                         | D-4-76-177-4 Wikidata |           |
| Steinwiesen Flößerstraße 1 ()               | Wohnhaus     | Blockbau mit Satteldach, 17./18. Jahrhundert      | D-4-76-177-8 Wikidata |           |
| Steinwiesen Frankenwaldstraße 11 (Standort) | Wohnstallbau | Wohnteil verschieferter Blockbau, 18. Jahrhundert |                       | BW        |
| Steinwiesen Frankenwaldstraße 15 (Standort) | Wohnstallbau | Mit Satteldach, 18./19. Jahrhundert               |                       | BW        |

## Abgegangene Baudenkmäler
In diesem Abschnitt sind Objekte aufgeführt, die früher einmal in der Denkmalliste eingetragen waren, jetzt aber nicht mehr existieren, z. B. weil sie abgebrochen wurden. Aktennummern in diesem Abschnitt sind ehemalige, jetzt nicht mehr gültige Aktennummern.
| Lage                                   | Objekt       | Beschreibung | Akten-Nr.              | Bild |
| -------------------------------------- | ------------ | --- | ---------------------- | ---- |
| Steinwiesen An der Rodach 4 (Standort) | Doppelhaus   | Zweigeschossig, mit Satteldach, verschieferter Ständerbohlenbau, Mitte 19. Jahrhundert, erweitert durch Massivbau, Ende 19. Jahrhundert Das Gebäude wurde im Jahr 2012 abgerissen | D-4-76-177-59 Wikidata | BW   |
| Steinwiesen Frankenwaldstraße 9 ()     | Wohnstallbau | Eingeschossig, Blockbau, 18. Jahrhundert |                        |      |
| Steinwiesen Nordhalbener Straße 30 ()  | Wohnstallbau | Mit Satteldach, Blockbau, 17./18. Jahrhundert |                        |      |